# Copa de Campeones de la Concacaf 1999
La Copa de Campeones 1999 fue la trigésimo quinta edición de la Copa de Campeones de la Concacaf, torneo de fútbol a nivel de clubes más importante de Norteamérica, Centroamérica y el Caribe organizado por la Concacaf. El torneo comenzó el 28 de septiembre y culminó el 3 de octubre de 1999.
El campeón fue el Club Necaxa que derrotó en la final al Alajuelense con el marcador final de 2-1. Gracias al título, representó a la confederación en la primera edición del Campeonato Mundial de Clubes de la FIFA.

## Equipos participantes
| País                     | Equipo                              | Clasificación                                                                                            |
| ------------------------ | ----------------------------------- | --- |
| México 2 cupos           | Club Necaxa Deportivo Toluca        | Campeón del Invierno 1998 Campeón del Verano 1999                                                        |
| Estados Unidos 2 cupos   | Chicago Fire D.C. United            | Campeón de la MLS Cup 1998 Subcampeón de la MLS Cup 1998                                                 |
| Costa Rica 2 cupos       | L.D. Alajuelense Deportivo Saprissa | Subcampeón de la Copa Interclubes de la Uncaf 1999 Tercer puesto de la Copa Interclubes de la Uncaf 1999 |
| Honduras 1 cupo          | C.D. Olimpia                        | Campeón de la Copa Interclubes de la Uncaf 1999                                                          |
| Trinidad y Tobago 1 cupo | Joe Public F.C.                     | Campeón del Campeonato de Clubes de la CFU 1998                                                          |

## Repechaje
| 18 de agosto de 1999 | Los Angeles Galaxy  | 1:1 (1:0) (3:4 p.) | Necaxa          | Los Angeles Memorial Coliseum, Los Ángeles |  |
|                      | Ezra Hendrickson 1' |                    | David Oliva 79' |                                            |  |

## Cuadro de desarrollo
|  | Cuartos de final | Cuartos de final |                    |             | Semifinales  | Semifinales  |  |  | Final        | Final |
|  |                  |                  |                    |             |              |              |  |  |              |       |
|  | 28 de septiembre |                  |                    |             |              |              |  |  |              |       |
|  |                  |                  |                    |             |              |              |  |  |              |       |
|  | Alajuelense      | 1                |                    |             |              |              |  |  |              |       |
|  | Alajuelense      | 1                | 1 de octubre       |             |              |              |  |  |              |       |
|  | Toluca           | 0                |                    |             |              |              |  |  |              |       |
|  | Toluca           | 0                | Alajuelense (pen.) | 1 (5)       |              |              |  |  |              |       |
|  | 28 de septiembre |                  | Alajuelense (pen.) | 1 (5)       |              |              |  |  |              |       |
|  |                  | Chicago Fire     | 1 (4)              |             |              |              |  |  |              |       |
|  | Chicago Fire     | Chicago Fire     | 1 (4)              | 2           |              |              |  |  |              |       |
|  | Chicago Fire     |                  | 3 de octubre       | 2           |              |              |  |  |              |       |
|  | Joe Public       | 0                |                    |             |              |              |  |  |              |       |
|  | Joe Public       | 0                | Alajuelense        | 1           |              |              |  |  |              |       |
|  | 29 de septiembre |                  | Alajuelense        | 1           |              |              |  |  |              |       |
|  |                  | Necaxa           | 2                  |             |              |              |  |  |              |       |
|  | Necaxa           | Necaxa           | 2                  | 3           |              |              |  |  |              |       |
|  | Necaxa           | 1 de octubre     |                    | 3           |              |              |  |  |              |       |
|  | Saprissa         | 2                |                    |             |              |              |  |  |              |       |
|  | Saprissa         | 2                | Necaxa             | 3           | Tercer lugar | Tercer lugar |  |  |              |       |
|  | 29 de septiembre |                  | Necaxa             | 3           |              |              |  |  |              |       |
|  |                  | D.C. United      | 1                  |             |              |              |  |  |              |       |
|  | D.C. United      | D.C. United      | 1                  | 1           | Chicago Fire | 2            |  |  |              |       |
|  | D.C. United      |                  |                    | 1           | Chicago Fire | 2            |  |  |              |       |
|  | Olimpia          | 0                |                    | D.C. United | 2            |              |  |  |              |       |
|  | Olimpia          | 0                |                    |             | 2            |              |  |  |              |       |
|  |                  |                  |                    |             |              |              |  |  | 3 de octubre |       |
|  |                  |                  |                    |             |              |              |  |  |              |       |

### Cuartos de final
| 28 de septiembre de 1999 | Alajuelense    | 1:0 (0:0) | Toluca | Estadio Sam Boyd, Las Vegas                            |                                                        |
|                          | Josef Miso 58' |           |        | Asistencia: 6,521 espectadores Árbitro(s): Jose Farias | Asistencia: 6,521 espectadores Árbitro(s): Jose Farias |

| 28 de septiembre de 1999 | Chicago Fire                        | 2:0 (1:0) | Joe Public | Estadio Sam Boyd, Las Vegas                                     |                                                                 |
|                          | Ante Razov 19' · Dema Kovalenko 82' |           |            | Asistencia: 10,019 espectadores Árbitro(s): Victorino Rodríguez | Asistencia: 10,019 espectadores Árbitro(s): Victorino Rodríguez |

| 29 de septiembre de 1999 | Necaxa                                             | 3:2 (2:0) | Saprissa                              | Estadio Sam Boyd, Las Vegas                                 |                                                             |
|                          | Agustín Delgado Chalá 14' 64' · Sergio Vázquez 37' |           | Steven Bryce 58' · Walter Centeno 89' | Asistencia: 7,127 espectadores Árbitro(s): Peter Pendergast | Asistencia: 7,127 espectadores Árbitro(s): Peter Pendergast |

| 29 de septiembre de 1999 | D.C. United      | 1:0 (0:0) | Olimpia | Estadio Sam Boyd, Las Vegas                              |                                                          |
|                          | Jaime Moreno 68' |           |         | Asistencia: 7,127 espectadores Árbitro(s): Carlos Batres | Asistencia: 7,127 espectadores Árbitro(s): Carlos Batres |

### Semifinales
| 1 de octubre de 1999 | Alajuelense      | 1:1 (1:1) (5:4 p.) | Chicago Fire      | Estadio Sam Boyd, Las Vegas                                 |                                                             |
|                      | Wilson Muñoz 22' |                    | Roman Kosecki 38' | Asistencia: 8,163 espectadores Árbitro(s): Peter Pendergast | Asistencia: 8,163 espectadores Árbitro(s): Peter Pendergast |

| 1 de octubre de 1999 | Necaxa                                                            | 3:1 (1:1) | D.C. United      | Estadio Sam Boyd, Las Vegas                              |                                                          |
|                      | Sergio Almaguer 40' · Agustín Delgado Chalá 57' · David Oliva 68' |           | Carey Talley 26' | Asistencia: 8,163 espectadores Árbitro(s): Carlos Batres | Asistencia: 8,163 espectadores Árbitro(s): Carlos Batres |

### Tercer lugar
| 3 de octubre de 1999            | Chicago Fire                      | 2:2 (0:1) | D.C. United                      | Estadio Sam Boyd, Las Vegas |                            |
|                                 | Ante Razov 71' · Jesse Marsch 80' |           | A.J. Wood 2' · Antonio Otero 50' | Árbitro(s): Rafael Pedrosa  | Árbitro(s): Rafael Pedrosa |
| El tercer lugar fue compartido. |                                   |           |                                  |                             |                            |

### Final
| 3 de octubre de 1999 | Necaxa                                 | 2:1 (0:1) | Alajuelense           | Estadio Sam Boyd, Las Vegas                             |                                                         |
|                      | Álex Aguinaga 46' · Sergio Vázquez 65' |           | Josef Miso 33' (pen.) | Asistencia: 10,007 espectadores Árbitro(s): Jose Farias | Asistencia: 10,007 espectadores Árbitro(s): Jose Farias |

| 1          | POR        | Hugo Pineda             |     |
| 2          | DEF        | Salvador Cabrera        |     |
| 3          | DEF        | Sergio Almaguer         |     |
| 5          | DEF        | José Luis Montes de Oca |     |
| 24         | DEF        | Jaime Hernández         |     |
| 7          | MED        | Álex Aguinaga           |     |
| 12         | MED        | Hernán Vigna            |     |
| 14         | MED        | Germán Villa            |     |
| 16         | MED        | David Oliva             | 88' |
| 9          | DEL        | Agustín Delgado Chalá   |     |
| 21         | DEL        | Sergio Vázquez          |     |
| Entrenador | Entrenador | Raúl Arias              |     |

| 1          | POR        | Álvaro Mesén         |     |
| 2          | DEF        | Javier Delgado Prado |     |
| 15         | DEF        | Harold Wallace       |     |
| 19         | DEF        | Sandro Alfaro        | 52' |
| 24         | DEF        | Pablo Chinchilla     |     |
| 5          | MED        | Luis Diego Arnáez    |     |
| 6          | MED        | Wilmer López         |     |
| 7          | MED        | Wilson Muñoz         | 69' |
| 14         | MED        | Enrique Smith        |     |
| 9          | DEL        | Josef Miso           |     |
| 21         | DEL        | Edson Valente        |     |
| Entrenador | Entrenador | Guilherme Farinha    |     |

| 4 | MED | Ignacio Ambríz | 88' |

| 10 | MED | Pablo Alejandro Izaguirre | 69'       |
| 11 | DEF | Carlos Castro Mora        | 52' · 80' |
| 13 | DEL | Heriberto Quirós          | 80'       |

| Anotado | 46' | Álex Aguinaga  | 1:1 |
| Anotado | 65' | Sergio Vázquez | 2:0 |

| Anotado · Penal | 33' | Josef Miso | 1:0 |

| Amonestado | 27' | José Luis Montes de Oca |
| Amonestado | 58' | Hugo Pineda             |

| Expulsado | 56' | Germán Villa |

| Árbitro | Jose Farias |

| 1          | POR        | Hugo Pineda             |     |
| 2          | DEF        | Salvador Cabrera        |     |
| 3          | DEF        | Sergio Almaguer         |     |
| 5          | DEF        | José Luis Montes de Oca |     |
| 24         | DEF        | Jaime Hernández         |     |
| 7          | MED        | Álex Aguinaga           |     |
| 12         | MED        | Hernán Vigna            |     |
| 14         | MED        | Germán Villa            |     |
| 16         | MED        | David Oliva             | 88' |
| 9          | DEL        | Agustín Delgado Chalá   |     |
| 21         | DEL        | Sergio Vázquez          |     |
| Entrenador | Entrenador | Raúl Arias              |     |

| 1          | POR        | Álvaro Mesén         |     |
| 2          | DEF        | Javier Delgado Prado |     |
| 15         | DEF        | Harold Wallace       |     |
| 19         | DEF        | Sandro Alfaro        | 52' |
| 24         | DEF        | Pablo Chinchilla     |     |
| 5          | MED        | Luis Diego Arnáez    |     |
| 6          | MED        | Wilmer López         |     |
| 7          | MED        | Wilson Muñoz         | 69' |
| 14         | MED        | Enrique Smith        |     |
| 9          | DEL        | Josef Miso           |     |
| 21         | DEL        | Edson Valente        |     |
| Entrenador | Entrenador | Guilherme Farinha    |     |

| 4 | MED | Ignacio Ambríz | 88' |

| 10 | MED | Pablo Alejandro Izaguirre | 69'       |
| 11 | DEF | Carlos Castro Mora        | 52' · 80' |
| 13 | DEL | Heriberto Quirós          | 80'       |

| Anotado | 46' | Álex Aguinaga  | 1:1 |
| Anotado | 65' | Sergio Vázquez | 2:0 |

| Anotado · Penal | 33' | Josef Miso | 1:0 |

| Amonestado | 27' | José Luis Montes de Oca |
| Amonestado | 58' | Hugo Pineda             |

| Expulsado | 56' | Germán Villa |

| Árbitro | Jose Farias |

| Trofeo copa de campeones Concacaf |
| Bandera de México                 |
| Necaxa Campeón 1° título          |

## Goleadores
| Jugador               | Equipo       | Goles |
| --------------------- | ------------ | ----- |
| Agustín Delgado Chalá | Necaxa       | 4     |
| Josef Miso            | Alajuelense  | 3     |
| Sergio Vázquez        | Necaxa       | 3     |
| Ante Razov            | Chicago Fire | 3     |